# Brucella melitensis
Brucella melitensis (von Melita, Personifikation von Malta) ist ein 1887 von David Bruce als Erreger des Maltafiebers entdecktes Bakterium aus der Gattung Brucella und Erreger der Schaf- und Ziegenbrucellose, die in Deutschland und in Österreich eine anzeigepflichtige Tierseuche ist. Der Erreger kann auch beim Menschen (→ Maltafieber) sowie bei Hunden (→ Hundebrucellose) und Schweinen (→ Schweinebrucellose) auftreten. Aufgrund der genetischen Ähnlichkeit der Vertreter der Gattung Brucella wurden 1988 alle der Art B. melitensis zugeordnet. Diese Systematik wurde aber 2005 wieder aufgehoben.
B. melitensis ist gramnegativ, aerob, benötigt hohe CO2-Konzentrationen (capnophil), unbeweglich, Katalase- und Urease-positiv. In der Ziehl-Neelsen-Färbung färbt sich das Bakterium rot.